# Gnosjö (Gemeinde)
Koordinaten: 57° 22′ N, 13° 44′ O

Gnosjö ist eine Gemeinde (schwedisch kommun) in der schwedischen Provinz Jönköpings län und der historischen Provinz Småland. Der Hauptort der Gemeinde ist Gnosjö.
Die Gemeinde Gnosjö liegt im westlichen Teil von der Provinz Jönköpings län und grenzt im Westen und Norden an die Gemeinde Gislaved, im Osten an die Gemeinde Vaggeryd und im Süden an die Gemeinde Värnamo. Die Gemeinde Gnosjö besteht seit 1952 aus dem Zusammenschluss der ehemaligen Gemeinden Gnosjö, Kulltorp, Källeryd, Kävsjö und Asenhöga.

## Sehenswürdigkeiten
Auf einem Teil des Gemeindegebietes befindet sich der Nationalpark Store Mosse.